# هاجر براون
هاجر البحراوی، معروف به هاجر براون، (زاده ۱۵ مارس ۱۹۹۶) یک هنرپیشه، مدل و فعال اسپانیایی-مراکشی است که بیشتر به خاطر بازی در نقش امیرا نایبت در اسکام اسپانیا، اقتباس اسپانیایی از شرم، شناخته می‌شود.
هاجر براون در مادرید اسپانیا از پدر و مادری مراکشی به دنیا آمد. او در سنین پایین آرزوی بازیگری را داشت و به مدت چهار سال از ۱۴ تا ۱۸ سالگی بازیگری را به‌طور حرفه ای تحصیل کرد. با این حال، سپس تصمیم گرفت بر روی تحصیلات دانشگاهی خود تمرکز کند و رشته مهندسی عمران را در دانشگاه پلی تکنیک مادرید انتخاب کند. با این حال، او همچنان با دنیای بازیگری مرتبط بود و در فیلم‌های کوتاه مختلف، معمولاً با دانشجویان دیگر کالج شرکت می‌کرد.
براون نیز یک مسلمان عملی است. او می‌تواند به زبان‌های اسپانیایی، انگلیسی، فرانسوی و به زبان عربی مراکشی دارجا صحبت کند.